# Moosen (Vils)
Moosen (Vils) ist eine Gemarkung und ein Gemeindeteil der Gemeinde Taufkirchen (Vils) im Landkreis Erding in Oberbayern.

## Geographie
Das Pfarrdorf liegt an der Großen Vils, 4 km östlich des Hauptortes an der ehemaligen Bahnstrecke Dorfen – Taufkirchen (Vils) – Velden, auf deren Trasse heute der Vilstal-Radweg verläuft. Moosen (Vils) ist in 1 km Entfernung in nördlicher Richtung bei Hubenstein über die Kreisstraße ED 13 an die B 388 angebunden. Nach Süden führt die ED 13 nach Dorfen.

## Geschichte
Die Kirche in Moosen wird bereits 769 in einer Dotation des bayerischen Herzogs Tassilo III. an den Bischof von Freising erstmals erwähnt. Der Ortsname Moosen taucht hier noch nicht auf – dieser wird gesichert erstmals 1262 erwähnt.
Die katholische Pfarrkirche St. Stephanus ist ein spätgotischer Backsteinbau mit eingezogenem Chor, angefügter Sakristei und Spindelhelmturm aus der Zeit um 1500. Der Turmoberbau stammt von Anton Kogler 1701. 
Das bayerische Gemeindeedikt vom 17. Mai 1818 führte zur Bildung der Gemeinde Moosen. Die ebenfalls durch das bayerische Gemeindeedikt gebildete Gemeinde Hubenstein wurde gegen den Widerstand der Gemeinde am 1. Oktober 1925 nach Moosen eingemeindet.
Der frühere Name Moosen ohne den Zusatz (Vils) wurde bis 1937 geführt. Die ehemalige Gemeinde bestand aus 44 Gemeindeteilen und umfasste 1622 Hektar. Sie wurde am 1. Januar 1972 nach Taufkirchen eingemeindet.

## Infrastruktur
Von 1898 bis 1993 hatte der Ort einen Bahnanschluss an der bis 1993 noch im Güterverkehr betriebenen Nebenbahnstrecke Dorfen-Velden. Der Personenverkehr war schon 1968 stillgelegt worden. Auf dem alten Bahndamm verläuft heute ein Radweg.
Im Ort sind Kirche, Grundschule, Kindergarten, Feuerwehrstützpunkt, Metzgerei mit Gastwirtschaft, eine Bankfiliale und Handwerksbetriebe vorhanden. Einen großen Beitrag zum sportlichen aber auch zum gesellschaftlichen Leben leistet der Sportverein SC Moosen.